# Milan Kamínek
Milan Kamínek (* 12. května 1938, Kolín) je český stomatolog zabývající se ortodncií.

## Životopis
Vystudoval Lékařskou fakultu Univerzity Palackého v Olomouci (1961), poté působil jako asistent na Lékařské fakultě a fakultní nemocnici v Olomouci. V letech 1968–1969 absolvoval stáž v Dánsku. Po návratu do Olomouce se jako první ve východním bloku věnoval léčbě fixními vícekroužkovými aparáty.
V roce 1976 obhájil kandidátskou práci, v roce 1978 se habilitoval a v roce 1988 obhájil disertační práci. V roce 1989 byl jmenován profesorem.
V roce 2003 byl předsedou European Orthodontic Society.
V roce 2014 vydal nejnovější učebnici ortodoncie, na které pracoval s kolektivem autorů okolo deseti let. Tato učebnice pak ještě vyšla v druhém vydání v roce 2020.

## Dílo
- KAMÍNEK, Milan et al. Ortodoncie. Zubní lékařství. Praha: Galén, c2014. ISBN 978-80-7492-112-4. (druhé vydání: KAMÍNEK, Milan et al. Ortodoncie. Druhé vydání. Zubní lékařství. Praha: Galén, [2020]. ISBN 978-80-7492-490-3).
- KAMÍNEK, Milan – ŠTEFKOVÁ, Marie. Ortodoncie I. Olomouc: Univerzita Palackého, Lékařská fakulta, 2001. ISBN 80-244-0204-1.
- KAMÍNEK, Milan – ŠTEFKOVÁ, Marie. Ortodoncie II. Olomouc: Univerzita Palackého, 1991. ISBN 80-7067-996-4.
- KAMÍNEK, Milan – ŠTEFKOVÁ, Marie. Ortodoncie I. Praha: SPN, 1988.
- KAMÍNEK, Milan. Kieferorthopädische Therapie mit festsitzenden Apparaturen. Eine Einführung. Leipzig: Johann Ambrosius Barth, 1980.
- KAMÍNEK, Milan. Současné fixní ortodontické aparáty. Praha: Avicenum, zdravotnické nakladatelství, 1976.

## Ocenění
- Cena Františka Palackého (2008)[2]
- Cena města Olomouce (2017)[5][6]